# Paul Decharme
Paul Decharme, né le 16 décembre 1839 à Beaune (Côte-d'Or) et mort le 29 août 1905 à Vaudrémont (Haute-Marne), est un professeur d'université et helléniste français.

## Biographie

### Jeunesse, études et vie privée
Son père est professeur de collège, et son grand-père était fondeur de cloches. Son oncle paternel était professeur de sciences physiques. Il est cousin du député et ministre Léon Mougeot.
Paul Decharme fréquente le collège de Beauvais, ainsi que le lycée Louis-le-Grand. Il obtient un prix au Concours général. Il est reçu 1er à l'École normale supérieure en 1859, est licencié ès lettres, puis est reçu premier à l'Agrégation de Lettres (1862). 
Le 27 juillet 1869, il soutient ses deux thèses de doctorat ès lettres en Sorbonne. La première, en français, s'intéresse à la mythologie grecque des Muses. La deuxième, en latin, consiste en une étude des artistes thébains de l'Antiquité. 
Il se marie en juin 1872 à Elisabeth Lagrève. Ils ont deux fils : Édouard, préfet puis administrateur de sociétés, et Jean, directeur au ministère de l'agriculture.

### Parcours académique
La carrière académique de Paul Decharme débute par un poste de chargé de rhétorique au lycée de Nevers en 1862. Il devient également membre de l’École d'Athènes la même année.
Il obtient un poste de chargé de suppléance de Seconde au lycée Thiers à Marseille en 1866. Il obtient une promotion, l'année suivante, comme professeur de Seconde titulaire.
Parce qu'il a été reçu premier à l'Agrégation, il a été envoyé en Grèce, à l'EFA (École française d'Archéologie), où il passe trois années, de 1863 à 1866. Il contribue en particulier à l'étude de la Béotie par la découverte d'inscriptions et par l'identification incontestée jusqu'à ce jour du Val des muses, au pied de l'Hélicon. sans son travail, les fouilles du site à la fin du XIXe siècle, les sondages de 2015 et quelques publications intermédiaires n'auraient pas pu voir le jour.
Il enseigne à son retour dans différents postes, de 1866 à 1872. En 1872, il est nommé professeur de littérature grecque à la Faculté des lettres de Nancy, puis doyen de la Faculté des lettres de Nancy en 1883. Sa carrière le porte ensuite vers un poste de chargé de cours (1886), puis de professeur adjoint (1889) et de professeur de poésie grecque (1891) à la Faculté des lettres de Paris.
Outre ces fonctions universitaires, Paul Decharme est membre et président (1898) de l'Association pour l'encouragement des études grecques. Il contribue à plusieurs revues, dont la Revue d'histoire des religions, la Revue de philologie, ou la Revue archéologique.

## Œuvres
Parmi les ouvrages écrits par Paul Decharme figurent : 
- La critique des traditions religieuses chez les Grecs (1904) ;
- Euripide et l'esprit de son théâtre (1893) ;
- Euripide et Anaxagore (1889) ;
- La Critique des traditions religieuses chez les poètes grecs avant Euripide, leçon d'ouverture du cours de poésie grecque à la Faculté des lettres de Paris, par P. Decharme (1887) ;
- Note sur les manuscrits d'auteurs anciens qui se trouvent dans la bibliothèque du monastère de Saint-Jean à Patmos, Lainé et Havard, Paris, 1866.
- « Notice sur les ruines de l'Hiéron des Muses dans l'Hélicon » in Archives des Missions scientifiques, 2e série tome IV, 1867, p. 169-180.
- « Recueil d'Inscriptions inédites de Béotie » in Archives des Missions scientifiques, 2e série tome IV, 1868, p. 483-539.
- Mythologie de la Grèce antique (1886) : pour ce livre il obtient le premier prix de l'Académie française ;
- Les Scolies d'Aristophane et la bibliothèque d'Apollodore (1884) ;
- Les Muses, étude de mythologie grecque (1869) ;
- De Thebanis artificibus. Thesim proponebat Facultati litterarum Parisiensi (1869).

## Distinctions
Paul Decharme dispose du titre d'Officier de la légion d'honneur. Il est également lauréat de l'Institut de l'Académie française.
- 1880 : prix Marcelin Guérin pour La mythologie grecque antique.
- 1893 : prix Marcelin Guérin pour Euripide et l’esprit de son théâtre.
- 1905 : prix Bordin pour La critique des traditions religieuses chez les Grecs, des origines au temps de Plutarque.